# Saison 2002-2003 de l'Olympique de Marseille
Maillots
Chronologie
Saison précédente Saison suivante
L'Olympique de Marseille s'aligne pour la saison 2002-2003 en Ligue 1 Orange, en Coupe de France et en Coupe de la Ligue.

## Préparation d'avant-saison
L'Olympique de Marseille reprend l'entraînement début juillet 2002 avec Alain Perrin en tant qu'entraîneur principal.
Le groupe faisant les matchs de préparation est le suivant :
- Gardiens : Runje, Grégorini, J. Gavanon, Carrasso
- Défenseurs : Meïté, Leboeuf, Van Buyten, Abardonado, Ecker, Tuzzio, Perez, Dos Santos
- Milieux : Hemdani, Olembé, Marsiglia, Grégori, Belmadi, Delfim, Swierczerwski, Reina, Gastine, Gafour
- Attaquants : Bakayoko, Chapuis, Fernandao, Sakho, Skoro, G. Deschamps

## Résumé de la saison
L'Olympique de Marseille ne participe à aucune campagne européenne, en cette saison 2002-2003.
En championnat, l'OM termine à la 3e place, lui permettant de disputer le tour préliminaire de la Ligue des champions la saison suivante. Après trois années de résultats médiocres (lutte pour le maintien en Division 1 ou ventre mou du championnat), cette qualification pour l'Europe est bienvenue. Cependant, il y a un goût d'inachevé puisque le club était leader à dix journées de la fin et encore 2e au coup d'envoi de la dernière journée, ce qui aurait permis un accès direct à la Ligue des champions, sans passer par le tour préliminaire.
Les phocéens atteignent pour la 1re fois de leur histoire la 1/2 finale de la Coupe de la Ligue. Ils sont éliminés à domicile par l'AS Monaco FC, futur vainqueur de l'épreuve. En Coupe de France, le club olympien est éliminé en 1/16e de finale.

### Joueurs notables
On compte dans l'effectif de nombreux internationaux, dont :
- Frank Lebœuf, international français, vainqueur de la Coupe du monde de football de 1998, vainqueur de l'Euro 2000 et vainqueur de la Coupe des confédérations 2001.
- Salomon Olembe, international camerounais, vainqueur de la CAN 2000 et vainqueur de la CAN 2002.
- Daniel Van Buyten, international belge, huitième de finaliste de la Coupe du monde de football de 2002.
- Abdoulaye Meïté, international ivoirien, futur finaliste de la CAN 2006.
- Dmitri Sytchev, international russe, futur demi-finaliste de l'Euro 2008.
- Vedran Runje, international croate, futur quart de finaliste de l'Euro 2008.

## Les rencontres de la saison

### Ligue 1 Orange
| J1  | J2  | J3  | J4  | J5  | J6  | J7  | J8  | J9  | J10 | J11 | J12 | J13 | J14 | J15 | J16 | J17 | J18 | J19 | J20 | J21 | J22 | J23 | J24 | J25 | J26 | J27 | J28 | J29 | J30 | J31 | J32 | J33 | J34 | J35 | J36 | J37 | J38 |
| --- | --- | --- | --- | --- | --- | --- | --- | --- | --- | --- | --- | --- | --- | --- | --- | --- | --- | --- | --- | --- | --- | --- | --- | --- | --- | --- | --- | --- | --- | --- | --- | --- | --- | --- | --- | --- | --- |
| D   | V   | N   | V   | N   | D   | V   | V   | V   | D   | V   | D   | V   | N   | N   | V   | D   | V   | V   | N   | D   | V   | N   | V   | D   | V   | V   | V   | N   | D   | V   | D   | N   | V   | V   | D   | V   | D   |
| 18e | 10e | 12e | 8e  | 9e  | 10e | 8e  | 4e  | 3e  | 5e  | 4e  | 5e  | 4e  | 5e  | 3e  | 3e  | 5e  | 5e  | 1er | 1er | 5e  | 3e  | 4e  | 1er | 4e  | 3e  | 1er | 1er | 2e  | 2e  | 2e  | 3e  | 3e  | 3e  | 2e  | 3e  | 2e  | 3e  |
| - 3 | - 3 | - 3 | - 2 | - 2 | - 5 | - 3 | - 3 | - 3 | - 4 | - 1 | - 4 | - 1 | - 2 | - 4 | - 2 | - 3 | - 2 | + 1 | + 1 | - 2 | - 1 | - 1 | + 2 | - 1 | - 1 | + 2 | + 2 | - 0 | - 0 | - 0 | - 2 | - 4 | - 2 | - 2 | - 5 | - 3 | - 3 |

## Statistiques

### Statistiques collectives
| Compétition       | Débute au tour | Place ou tour final | Première rencontre | Dernière rencontre | Nombre de matchs |
| Ligue 1           | -              | 3e                  | 3 août 2002        | 24 mai 2003        | 38               |
| Coupe de France   | 1/32 de finale | 1/16 de finale      | 4 janvier 2003     | 25 janvier 2003    | 2                |
| Coupe de la Ligue | 1/16 de finale | 1/2 finale          | 7 décembre 2002    | 16 avril 2003      | 4                |

### Statistiques buteurs
| Place   | Nom                  | Championnat de L1 | Coupe de France | Coupe de la Ligue | TOTAL des BUTS |
| 1       | Ibrahima Bakayoko    | 8 buts            | -               | 3 buts            | 11 buts        |
| 2       | Daniel Van Buyten    | 8 buts            | 1 but           | -                 | 9 buts         |
| 3       | Lamine Sakho         | 5 buts            | -               | 1 but             | 6 buts         |
| 3       | Cyril Chapuis        | 4 buts            | -               | 2 buts            | 6 buts         |
| 5       | Fernandão            | 3 buts            | 1 but           | 1 but             | 5 buts         |
| 6       | Dmitri Sytchev       | 3 buts            | -               | 1 but             | 4 buts         |
| 7       | Frank Lebœuf         | 2 buts            | -               | -                 | 2 buts         |
| 7       | Pascal Johansen      | 2 buts            | -               | -                 | 2 buts         |
| 7       | Salomon Olembe       | 1 but             | 1 but           | -                 | 2 buts         |
| 7       | Sébastien Perez      | 1 but             | -               | 1 but             | 2 buts         |
| 11      | Fabio Celestini      | 1 but             | -               | -                 | 1 but          |
| 11      | Manuel Dos Santos    | 1 but             | -               | -                 | 1 but          |
| 11      | Brahim Hemdani       | 1 but             | -               | -                 | 1 but          |
| 11      | Piotr Świerczewski   | -                 | -               | 1 but             | 1 but          |
| 11      | Djamel Belmadi       | -                 | -               | 1 but             | 1 but          |
| #       | contre son camp      | 1 but             | -               | -                 | 1 but          |
| Détails | 15 buteurs Olympiens | 41 buts           | 3 buts          | 11 buts           | 55 BUTS        |

### Statistiques en Ligue 1 Orange
- Meilleur classement de la saison : 1er (J19-J20 / J24 / J27-28)
- Pire classement de la saison : 18e (J1)
- Plus grand écart de points avec le 2e : + 2 (J24 / J27)
- Plus grand écart de points avec le 1er : - 5 (J6 / J36)
- Plus grand écart de points avec le premier relégable : + 28 (J37)
- Plus grand écart de points avec le premier non relégable : - 0 (J1)
- Plus grande série de victoires : 3 (J7 à J9 et J26 à J28)
- Plus grande série de matchs nuls : 2 (J14 - J15)
- Plus grande série de défaites : 1 (J1 / J6/ J10 / J12 / J17 / J21 / J25 / J30 / J32 / J36 / J38)
- Plus grande série de matchs sans défaite : 4 (J2 à 5 / J13 à 16 / J26 à 29)
- Plus grande série de matchs sans victoire : 2 (J5-6 / J14-15 / J20-21 / J29 -30 / J32-33)
- Plus larges victoires : 1-3 (VS Rennes et Le Havre) / 0-2 (VS Lille) / 4-2 (VS Sedan) / 3-1 (VS Ajaccio) / 2-0 (VS Montpellier, Rennes, Nice et Le Havre)
- Plus large défaite : 0-3 (VS Paris SG) / 3-0 (VS Lille, Paris SG et Sochaux Montbéliard)
- Plus grande série de matchs en marquant au moins un but : 5 (J24 à J28)
- Plus grande série de matchs sans marquer de buts : 2 (J5-6 / J14-15 / J29 -30 / J32-33)
- Rencontre avec le plus de buts marqués par l'OM : 4 (victoire 4-2 contre Sedan)
- Rencontre avec le plus de buts encaissés par l'OM : 3 (défaites 0-3 contre Paris SG / 3-0 contre Lille, Paris SG et Sochaux Montbéliard / 3-1 contre Bordeaux)
- Rencontre la plus prolifique en buts : 6 (victoire 4-2 contre Sedan)
- Rencontres les moins prolifiques en buts : 0 (contre Auxerre, Guingamp, Troyes, Auxerre, Strasbourg et Troyes)

## Galerie d'images

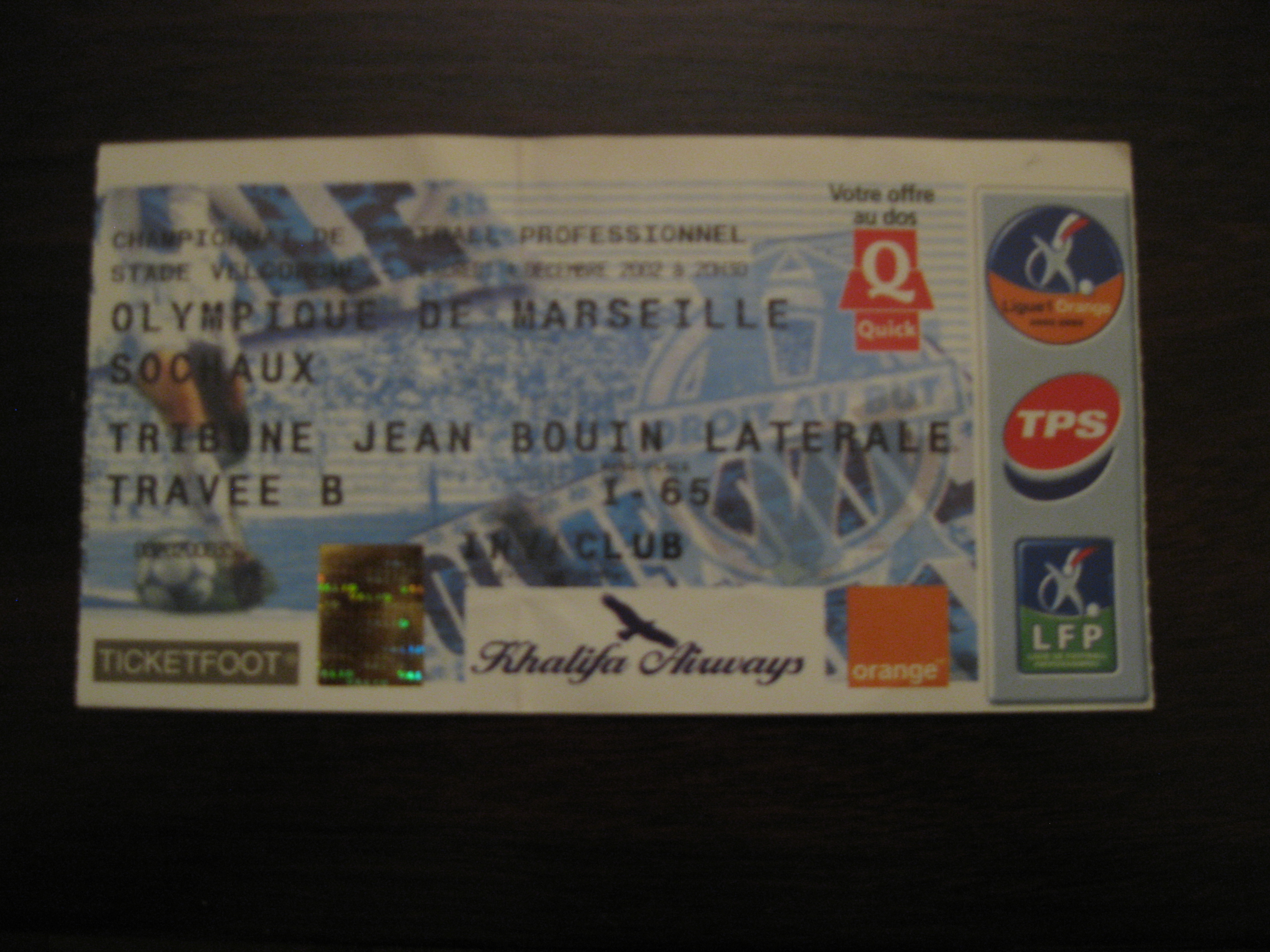
Ticket OM - FC Sochaux (J18).